# Serie armonica
In matematica, la serie armonica è la sommatoria infinita delle frazioni unitarie o, equivalentemente, dei reciproci dei numeri naturali:
{\displaystyle \sum _{n=1}^{\infty }{\frac {1}{n}}=1+{\frac {1}{2}}+{\frac {1}{3}}+{\frac {1}{4}}+{\frac {1}{5}}+\dots }
Deve il suo nome al fatto che gli armonici prodotti da un corpo vibrante hanno rapporti di lunghezza d'onda con il suono fondamentale che si possono esprimere con gli addendi della serie.
La successione delle sue somme parziali è monotona e strettamente crescente rispetto alla variabile rappresentata dal numero di addendi, e il suo carattere è divergente: per un {\displaystyle m} sufficientemente grande, la somma parziale dei termini da {\displaystyle 1} a {\displaystyle m} può superare qualunque numero prefissato.
Il fatto che la serie diverga può non essere evidente a prima vista, poiché l'ultimo termine delle somme parziali tende a zero al crescere del numero di addendi. Esistono tuttavia molte semplici dimostrazioni della divergenza della serie.

## Dimostrazioni della divergenza

### Prima dimostrazione
Per una dimostrazione si può osservare che se nella serie si sostituisce a ogni denominatore la potenza di 2 immediatamente superiore, a meno che il numero non sia già una potenza di {\displaystyle 2}, si ottiene evidentemente una serie minore. Così la serie armonica:
{\displaystyle 1+{\frac {1}{2}}+{\frac {1}{3}}+{\frac {1}{4}}+{\frac {1}{5}}+\dots +{\frac {1}{8}}+{\frac {1}{9}}+\dots +{\frac {1}{16}}+\dots }
viene minorata dalla serie:
{\displaystyle 1+{\frac {1}{2}}+{\frac {1}{4}}+{\frac {1}{4}}+{\frac {1}{8}}+\dots +{\frac {1}{8}}+{\frac {1}{16}}+\dots +{\frac {1}{16}}+\dots }
Ma questa seconda serie, poiché ha {\displaystyle 4-2=2} termini che valgono {\displaystyle {\frac {1}{4}}}, {\displaystyle 8-4=4} termini che valgono {\displaystyle {\frac {1}{8}}}, {\displaystyle 16-8=8} termini che valgono {\displaystyle {\frac {1}{16}}}, ... può essere riscritta come:
{\displaystyle 1+{\frac {1}{2}}+2\cdot {\frac {1}{4}}+4\cdot {\frac {1}{8}}+8\cdot {\frac {1}{16}}+\dots =1+{\frac {1}{2}}+{\frac {1}{2}}+{\frac {1}{2}}+{\frac {1}{2}}+\dots }
e quindi diverge.
In maniera più formale, la dimostrazione si può riformulare nel modo seguente:
definendo {\displaystyle S_{N}} la somma parziale {\displaystyle 1+{\frac {1}{2}}+{\frac {1}{3}}+\ldots +{\frac {1}{N}}}, dimostriamo con il principio di induzione che per ogni {\displaystyle m} si ha
{\displaystyle S_{2^{m}}\geq 1+{m \over 2}.}
Per {\displaystyle m=1} si ha {\displaystyle S_{2}=1+{1 \over 2}}. Se consideriamo {\displaystyle m>1}, supponendo che sia vera 
{\displaystyle S_{2^{m-1}}\geq 1+(m-1){1 \over 2},}
si ottiene: 
{\displaystyle S_{2^{m}}=S_{2^{m-1}}+{1 \over {2^{m-1}+1}}+{1 \over {2^{m-1}+2}}+\ldots +{1 \over {2^{m}}}\geq S_{2^{m-1}}+2^{m-1}{1 \over {2^{m}}}\geq 1+(m-1){1 \over 2}+{1 \over 2}\geq 1+m{1 \over 2}.}
La diseguaglianza dimostrata implica ovviamente la divergenza della serie.

### Seconda dimostrazione
L'idea di questa dimostrazione è quella di stimare le somme parziali con integrali definiti della funzione {\displaystyle 1/x} (poiché le somme parziali possono essere viste come integrali di funzioni a gradino, ciò equivale a stimare l'area di un istogramma con l'integrale di una funzione regolare). Formalmente, chiamando {\displaystyle S_{N}} l'{\displaystyle N}-ma somma parziale, si ha:
{\displaystyle S_{N}=\sum _{n=1}^{N}{\frac {1}{n}}=\sum _{n=1}^{N}\int _{n}^{n+1}{\frac {1}{n}}\,dx>\sum _{n=1}^{N}\int _{n}^{n+1}{\frac {1}{x}}\,dx=\int _{1}^{N+1}{\frac {1}{x}}\,dx=ln(N+1),}
e ciò implica evidentemente la divergenza della serie.
Ragionando da un punto di vista geometrico, la serie {\displaystyle \sum _{n=1}^{\infty }{\frac {1}{n}}} rappresenta l'area del plurirettangolo di base sempre uguale 1, ma di altezza che varia proprio secondo {\displaystyle {\frac {1}{n}}}, circoscritto al grafico della funzione {\displaystyle f(x)={\frac {1}{x}}}.
Evidentemente l'area totale del plurirettangolo, data dalla somma delle singole aree del tipo {\displaystyle A_{n}={\frac {1}{n}}\cdot 1}, o più formalmente, da {\displaystyle \bigcup _{i=1}^{n}([n_{i-1},n_{i}])\times [0,{\frac {1}{n}}])}, dove {\displaystyle ([n_{i-1},n_{i}])} rappresenta la base dei singoli rettangoli che è sempre uguale a 1, è maggiore, o sta al di sopra dell'area sottesa al grafico della funzione {\displaystyle f(x)={\frac {1}{x}}}, data appunto da {\displaystyle \int _{1}^{+\infty }{\frac {1}{x}}}. Di conseguenza si ottiene la disuguaglianza: {\displaystyle \int _{1}^{+\infty }{\frac {1}{x}}\leq \sum _{n=1}^{\infty }{\frac {1}{n}}} e dato che l'integrale a primo membro diverge nell'intervallo {\displaystyle [1,+\infty )}, allora anche la serie armonica risulta essere divergente.

### Terza dimostrazione
Supponiamo per assurdo che la serie armonica converga e sia {\displaystyle S} la sua somma. Ciò significa che la successione delle sue somme parziali {\displaystyle S_{n}} converge a {\displaystyle S}. La successione estratta {\displaystyle S_{2n}} dovrebbe convergere allora allo stesso limite e quindi la successione {\displaystyle S_{2n}-S_{n}} convergerebbe a {\displaystyle 0}. Ma ciò non è possibile, poiché per ogni {\displaystyle n} si ha:
{\displaystyle S_{2n}-S_{n}=\sum _{k=n+1}^{2n}{\frac {1}{k}}\geq \sum _{k=n+1}^{2n}{\frac {1}{2n}}={\frac {1}{2n}}\cdot n={\frac {1}{2}}.}
Poiché la serie armonica è a termini non negativi, e tali serie o convergono o divergono a {\displaystyle +\infty }, la serie armonica diverge.

### Quarta dimostrazione
Dal criterio di condensazione di Cauchy è noto che:
{\displaystyle \sum _{n=1}^{\infty }a_{n}\leq \sum _{n=0}^{\infty }2^{n}a_{2^{n}}\leq 2\sum _{n=1}^{\infty }a_{n}.}
In particolare dalla seconda disuguaglianza segue che:
{\displaystyle {\frac {1}{2}}\sum _{n=0}^{\infty }2^{n}a_{2^{n}}\leq \sum _{n=1}^{\infty }a_{n}\Leftrightarrow \sum _{n=0}^{\infty }2^{n-1}a_{2^{n}}\leq \sum _{n=1}^{\infty }a_{n},}
applicando ora tale disuguaglianza alla serie armonica si ottiene:
{\displaystyle \sum _{n=0}^{\infty }{\frac {2^{n-1}}{2^{n}}}\leq \sum _{n=1}^{\infty }{\frac {1}{n}}\Leftrightarrow \sum _{n=0}^{\infty }{\frac {1}{2}}\leq \sum _{n=1}^{\infty }{\frac {1}{n}}.}
Dato che la somma di infiniti 1/2 diverge positivamente, per il criterio del confronto anche la serie armonica diverge positivamente.
Questo criterio permette anche di generalizzare la serie armonica per un qualunque esponente {\displaystyle \alpha \in \mathbb {R} }, come riportato di seguito.

## Serie armonica generalizzata
La serie armonica generalizzata si presenta nella forma:
{\displaystyle \sum _{n=1}^{\infty }{\frac {1}{n^{\alpha }}}=1+{\frac {1}{2^{\alpha }}}+{\frac {1}{3^{\alpha }}}+\ldots +{\frac {1}{n^{\alpha }}}+\ldots } con {\displaystyle \ \alpha \in \mathbb {R} }.
Tale serie diverge per {\displaystyle \alpha \leq 1} e converge per {\displaystyle \alpha >1}.
Per dimostrare il carattere della serie armonica ci si rifà al primo criterio del confronto tra due serie.

### Dimostrazione della divergenza per α < 1
Poiché per {\displaystyle \ \alpha <1} si ha la disuguaglianza {\displaystyle n^{\alpha }<n} e quindi {\displaystyle {1 \over {n^{\alpha }}}>{1 \over n}} possiamo concludere che la serie armonica generalizzata per {\displaystyle \alpha <1} è divergente, essendo maggiore della serie armonica che abbiamo visto essere divergente.

### Dimostrazione della convergenza per α≥2
{\displaystyle \sum _{n=1}^{\infty }{1 \over {n^{2}}}} serie armonica generalizzata con {\displaystyle \alpha =2.}
Ricordiamo che
{\displaystyle \sum _{n=2}^{\infty }{1 \over {n(n-1)}}=\sum _{n=1}^{\infty }{1 \over {n(n+1)}}=1} (serie di Mengoli).
Ma {\displaystyle {1 \over {n^{2}}}<{1 \over {n(n-1)}},\quad \forall n>1}, quindi la prima serie, privata del primo addendo {\displaystyle 1}, è minorante di una serie che converge a {\displaystyle 1}. Ne segue che la serie armonica generalizzata con {\displaystyle \alpha =2} converge a un numero reale minore di {\displaystyle 2}. Con tecniche più avanzate Eulero dimostrò che tale valore è pari a {\displaystyle {\frac {\pi ^{2}}{6}}\approx 1,644934} (lo storico problema di Basilea).
Dato poi che {\displaystyle {1 \over n^{\alpha }}\leq {1 \over n^{2}},\forall \alpha >2,} la serie armonica generalizzata con {\displaystyle \alpha >2} converge in quanto minorante di quella per {\displaystyle \alpha =2}.

### Dimostrazione della convergenza per α>1
Utilizzando la disuguaglianza di Bernoulli generalizzata, si può ottenere:
{\displaystyle {{\alpha -1} \over {(n+1)^{\alpha }}}<{1 \over {n^{\alpha -1}}}-{1 \over {(n+1)^{\alpha -1}}},\quad \forall n\in \mathbb {N} ,\ \alpha >1}
dove il secondo membro è l'addendo di una serie che generalizza la serie di Mengoli e converge ancora ad {\displaystyle 1} per ogni {\displaystyle \alpha >1}. Quindi la serie armonica generalizzata per ogni {\displaystyle \alpha >1} converge ad un numero reale minore di {\displaystyle \alpha /(\alpha -1)}.

### Dimostrazione alternativa (confronto con la serie condensata)
In alternativa, poiché il termine generale è positivo e tende a zero da sopra, è possibile sfruttare il criterio di condensazione per dimostrare la convergenza o la divergenza della serie. Infatti, per il criterio di condensazione, le serie
{\displaystyle \sum {\frac {1}{n^{\alpha }}}}
e
{\displaystyle \sum {\frac {2^{n}}{(2^{n})^{\alpha }}}=\sum {2^{(1-\alpha )n}}}
hanno lo stesso carattere; la seconda serie è una serie geometrica, che converge se e solo se l'esponente è minore di {\displaystyle 0} (ossia, se {\displaystyle \alpha } è maggiore di {\displaystyle 1}).

## Ulteriori generalizzazioni
Vediamo un'ulteriore generalizzazione che coinvolge l'uso di logaritmi. Si ha:
{\displaystyle \sum _{n=2}^{\infty }{\frac {1}{{n^{\alpha }}{\ln ^{\beta }{n}}}}{\begin{cases}{\text{converge}},&\alpha >1\lor \alpha =1\wedge \beta >1,\\+\infty ,&\alpha <1\lor \alpha =1\wedge \beta \leq 1,\end{cases}}}
dove {\displaystyle \alpha ,\beta \in \mathbb {R} } e {\displaystyle \ln } rappresenta il logaritmo naturale.
Dimostrazione
Basta applicare il criterio di condensazione di Cauchy
{\displaystyle \sum _{n=2}^{\infty }{\frac {1}{{n^{\alpha }}{\ln ^{\beta }{n}}}}\leq \sum _{n=1}^{\infty }2^{n}{\frac {1}{(2^{n})^{\alpha }({\ln {2^{n}})^{\beta }}}}\leq 2\sum _{n=2}^{\infty }{\frac {1}{{n^{\alpha }}{\ln ^{\beta }{n}}}}}
e, applicando le proprietà delle potenze e dei logaritmi, segue che
{\displaystyle \sum _{n=1}^{\infty }{\frac {2^{n}}{({2^{n}})^{\alpha }\ln ^{\beta }({2^{n}})}}=\sum _{n=1}^{\infty }\left({\frac {1}{\ln ^{\beta }2}}{\frac {1}{(2^{\alpha -1})^{n}n^{\beta }}}\right){\begin{cases}{\text{converge}},&\alpha >1\lor \alpha =1\wedge \beta >1,\\+\infty ,&\alpha <1\lor \alpha =1\wedge \beta \leq 1.\end{cases}}}
Infine basta considerare il criterio del confronto riguardo alla precedente catena di disuguaglianze.

## Serie armonica a segni alterni
La serie armonica a segni alterni:
{\displaystyle \sum _{n=1}^{\infty }{(-1)^{n+1} \over n}=1-{\frac {1}{2}}+{\frac {1}{3}}-{\frac {1}{4}}+{\frac {1}{5}}\dots }
è convergente ma non è assolutamente convergente.
Infatti per il criterio di Leibniz si vede che questa serie converge, mentre la serie dei moduli, che è la serie armonica a termini positivi, diverge. Nello sviluppo della serie infinita armonica di segno alternato sono identificabili due componenti: una decrescente per {\displaystyle n} dispari, e una crescente per {\displaystyle n} pari.

### Somma della serie armonica a segni alterni
Una volta dimostrata la convergenza è possibile vedere come la somma dei termini della serie armonica alternata converge a {\displaystyle \ln 2}.
Dimostrazione
Consideriamo una serie geometrica di ragione {\displaystyle -x}:
{\displaystyle 1-x+x^{2}-x^{3}+x^{4}-\ldots ={\frac {1}{1+x}}.}
Quindi:
{\displaystyle \int _{0}^{x}(1-t+t^{2}-t^{3}+t^{4}-\ldots )\,dt=\int _{0}^{x}{\frac {1}{1+t}}\,dt.}
Ossia (integrando termine a termine)
{\displaystyle x-{\frac {x^{2}}{2}}+{\frac {x^{3}}{3}}-{\frac {x^{4}}{4}}+{\frac {x^{5}}{5}}-\ldots =\int _{0}^{x}{\frac {(1+t)^{\prime }}{1+t}}dt=\ln {(x+1)}.}
E ponendo {\displaystyle x=1:}
{\displaystyle 1-{\frac {1}{2}}+{\frac {1}{3}}-{\frac {1}{4}}+{\frac {1}{5}}-\ldots =\ln 2.}
Q.E.D.

## Approssimazioni della serie armonica
La serie armonica diverge, ma possiamo ricavare delle ottime approssimazioni della somma dei primi {\displaystyle n} termini che ci risparmiano il lavoro di somma. Abbiamo per esempio che:
{\displaystyle \sum _{k=1}^{n}{\frac {1}{k}}\sim \ln(n).}
Questa formula ci fornisce un'approssimazione molto buona. Addirittura la differenza tra la somma dei primi {\displaystyle n} termini e l'approssimazione tende a essere costante. In particolare tende alla costante di Eulero-Mascheroni definita come
{\displaystyle \gamma =\lim _{n\rightarrow \infty }\left(\sum _{k=1}^{n}{\frac {1}{k}}-\ln(n)\right).}
Questa costante vale
{\displaystyle \gamma \approx } 0,57721 56649 01532 86060 65120 90082 40243 10421 59335 93992 35988 05767 23488 48677 26777 66467 09369 47063 29174 67495...